# Giuseppe Maria Spina
Giuseppe Maria Spina (Sarzana, 11 marzo 1756 – Roma, 13 novembre 1828) è stato un cardinale e arcivescovo cattolico italiano.

## Biografia
Nacque a Sarzana l'11 marzo 1756. Fu ordinato sacerdote il 13 novembre 1796, pochi mesi dopo esser divenuto coadiutore del decano del Tribunale della Segnatura di Giustizia, mons. Pio Antonio Martinez (nato nel 1724), nel corso dello stesso anno.

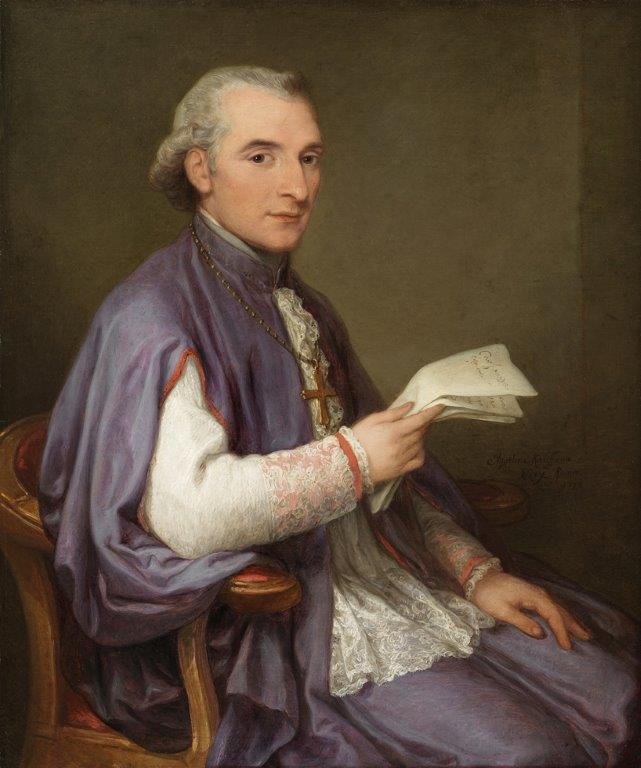
Angelika Kauffmann, Ritratto di Monsignor Giuseppe Spina, 1798

Il 10 giugno 1798 fu eletto arcivescovo titolare di Corinto e ricevette l'ordinazione episcopale il 30 settembre dello stesso anno dal cardinale Francisco Antonio de Lorenzana y Butrón.
Papa Pio VII lo nominò cardinale nel concistoro del 23 febbraio 1801 mantenendo, però, la nomina in pectore; fu pubblicato nel concistoro del 29 marzo 1802 del titolo di Sant'Agnese fuori le mura.
Nello stesso anno, il 24 maggio, fu nominato arcivescovo di Genova, incarico che mantenne fino al 13 dicembre 1816.
Dal 1808 al 1814 fu elemosiniere nella corte che il principe Camillo Borghese, insieme alla moglie Paolina Bonaparte, aveva aperto a Torino.
Il 21 febbraio 1820 fu promosso cardinale vescovo della sede suburbicaria di Palestrina.
Fu legato pontificio:
- a Forlì, dove giunse il 12 novembre 1816: tenne la carica fino al 1818 ed ebbe come vicelegato Lodovico Conventati;
- e poi a Bologna.

In quanto legato di Forlì, nella primavera del 1818 approvò l'avvio del percorso per la nascita dell'Ateneo Forlivese, ad opera di alcune Accademie cittadine.
Morì il 13 novembre 1828 all'età di 72 anni.
Dopo Niccolò V, fu l'ultimo cardinale originario della diocesi di luni-sarzana-brugnato ad essere considerato papabile nelle lezioni che condusse al soglio pontificio papa Leone XII.

## Genealogia episcopale e successione apostolica
La genealogia episcopale è:
- Cardinale Scipione Rebiba
- Cardinale Giulio Antonio Santori
- Cardinale Girolamo Bernerio, O.P.
- Arcivescovo Galeazzo Sanvitale
- Cardinale Ludovico Ludovisi
- Cardinale Luigi Caetani
- Cardinale Ulderico Carpegna
- Cardinale Paluzzo Paluzzi Altieri degli Albertoni
- Papa Benedetto XIII
- Papa Benedetto XIV
- Cardinale Enrico Enriquez
- Arcivescovo Manuel Quintano Bonifaz
- Cardinale Francisco Antonio de Lorenzana y Butrón
- Cardinale Giuseppe Maria Spina

La successione apostolica è:
- Cardinale Carlo Francesco Maria Caselli, O.S.M. (1802)
- Vescovo Giovanni Ignazio Ambrogio Giovanni Angelo Porta, O.F.M.Cap. (1821)
- Vescovo Giuseppe-Maria Molajoni, C.P. (1825)
- Vescovo Antonino Pezzoni, O.F.M.Cap. (1826)
- Cardinale Luigi Bottiglia Savoulx (1826)
- Cardinale Ugo Pietro Spinola (1826)
- Vescovo Pasquale Giusti (1826)
- Cardinale Luigi Amat di San Filippo e Sorso (1827)
- Vescovo Giovanni Pietro Losana (1827)
- Vescovo Antonio Podestá (1828)
- Cardinale Remigio Crescini, O.S.B.Cas. (1828)